# Parachydaeopsis
Parachydaeopsis är ett släkte av skalbaggar. Parachydaeopsis ingår i familjen långhorningar.
Kladogram enligt Catalogue of Life:
| Parachydaeopsis | \| \| Parachydaeopsis laosica \| \| \| \| \| \| Parachydaeopsis shaanxiensis \| \| \| \| |
|                 | \| \| Parachydaeopsis laosica \| \| \| \| \| \| Parachydaeopsis shaanxiensis \| \| \| \| |
|                 | Parachydaeopsis laosica                                                                  |
|                 |                                                                                          |
|                 | Parachydaeopsis shaanxiensis                                                             |
|                 |                                                                                          |